# Paratricoma aberrans
Paratricoma aberrans is een rondwormensoort uit de familie van de Meyliidae. De wetenschappelijke naam van de soort is voor het eerst geldig gepubliceerd in 1938 door Kreis.